# Antoine Lavalette
Pour les articles homonymes, voir Lavalette.
Antoine Lavalette, né Antoine Valete le 26 octobre 1708 à Martrin et mort le 13 décembre 1767 à Toulouse est un prêtre jésuite français, missionnaire en Martinique. Bien qu'il ait quitté la Compagnie de Jésus en 1762, Lavalette est à l'origine d'un scandale financier qui contribua beaucoup à jeter l'opprobre sur la Compagnie de Jésus et précipita son bannissement de France en 1763.

## Entrée chez les jésuites
Antoine Valete, était le sixième enfant d'une famille de négociants du Rouergue. Après son départ de Martrin, il fit de brillantes études au Collège royal de Rodez. Il entra au noviciat des jésuites de Toulouse le 10 décembre 1725. Pour le distinguer d'un autre Antoine Valete entré avant lui au noviciat, il fut convenu qu'on le nommerait « Antoine Lavalette ».
Il enseigna les lettres (1733-1734), puis la classe de rhétorique (1734-1737) à Rodez. Par la suite, il donna des cours de théologie au Collège de Clermont à Paris entre 1737 et 1741. Il demanda alors à être envoyé en pays de mission.

## Mission en Martinique
En 1741, il fut envoyé en Martinique où la Mission traversait une grave crise matérielle. Le Père Lavalette parut être l'homme providentiel pour relever la situation. Comme 'procureur' il était chargé de trouver les ressources financières nécessaires au bon fonctionnement de la mission.

## Banqueroute et scandale
En 1751, les premières accusations de participations à des opérations commerciales furent lancées contre le jésuite français. Antoine Lavalette fut rappelé de Martinique en 1753 pour justifier sa conduite. Juste avant qu'il ne meure, le supérieur général de la Compagnie de Jésus Ignacio Visconti l'autorisa à rentrer dans sa mission, où il devint le Supérieur des Missions Françaises de l'Amérique du Sud en 1754, mais avec un ordre explicite d'arrêter toute entreprise commerciale.
Cet ordre fut ignoré par Lavalette qui poursuivit avec sa compagnie commerciale. Quelque temps plus tard, il emprunta pour acheter des terres. Une épidémie en 1756 décima les ouvriers qui devaient les défricher et les mettre en culture pour exploiter la canne à sucre puis plusieurs de ses navires furent saisis par les pirates anglais à leur retour en Europe. La guerre de Sept Ans interrompant le trafic de sa maison de commerce avec la métropole, cette dernière fit faillite. Les dettes s'élevaient à deux millions quatre cent mille livres (environ dix fois plus, en euros courants, de 2024). Deux de ses créanciers, de gros négociants marseillais, Gouffre et Lionci, poursuivirent La Valette devant le parlement à Aix qui le condamna. Le provincial des  Jésuites faisant appel l'affaire remonta au Parlement de Paris. Ce dernier sous prétexte de se prononcer sur cette simple faillite, ordonna aux Jésuites de déposer au greffe un exemplaire des Constitutions de leur ordre et prononça un arrêt le 6 août 1762 qui déclarait la Compagnie de Jésus « inadmissible par sa nature dans tout État policé ».
En mars 1762 un Visiteur canonique envoyé par le Supérieur Général à la Martinique avait confronté Lavalette devant plusieurs témoins. Après avoir nié, ce dernier finalement avait admis l’évidence devant les documents produits. Il fut canoniquement suspendu jusqu’à décision du Supérieur Général.
Mais avant que décision soit prise Lavalette quitta la Compagnie de Jésus (1762). Il passa deux ans à Amsterdam et retourna à Toulouse en 1764 où, après le bannissement des jésuites du royaume de France, il répudia formellement ses liens avec les Jésuites en prononçant le serment qui, en condamnant le caractère pernicieux de l’Ordre religieux, permettait aux anciens jésuites ‘de recouvrer leur statut et droits comme citoyens français’. Retiré dans son village natal de Valette il meurt à Toulouse le 13 décembre 1767.

## Procès et bannissement de l'ordre
Ce scandale – et le refus des jésuites français d'accepter d'engager leur responsabilité financière – donnèrent l'opportunité aux ennemis de la Compagnie en France de déclencher des attaques contre celle-ci. Le 6 août 1762, le Parlement de Paris prit un arrêt bannissant la Compagnie de Jésus de France. Malgré l'intervention du pape Clément XIII, Louis XV fut amené à expulser les jésuites le 26 novembre 1767.